# Gualberto
Gualberto  è un nome proprio di persona italiano maschile.

## Varianti
- Maschili: Valberto, Valperto
- Femminili: Gualberta

### Varianti in altre lingue
- Francese: Gaubert[1]
- Germanico: Waldobert[1]
- Polacco: Walbert, Gwalbert
- Portoghese: Gualberto[1]

## Origine e diffusione
Deriva dal nome germanico Waldobert, composto dalle radici longobarde wald (o walda, walt, "potere", "dominio") e beraht (o bertha, bert, "illustre", "brillante"). Il significato può quindi essere interpretato come "splendido potere" o "splendente nel regno".

## Onomastico
L'onomastico si può festeggiare l'11 maggio in memoria di san Gualberto di Hainaut, padre delle sante Aldegonda e Valtrude, ricordato assieme alla moglie Bertilla, oppure il 12 luglio, in memoria di san Giovanni Gualberto.

## Persone
- Gualberto, vescovo cattolico italiano
- Gualberto Alvino, filologo, critico letterario e scrittore italiano
- Gualberto di Hainaut, santo belga
- Gualberto Fernández, calciatore salvadoregno
- Juan Gualberto González, politico paraguaiano
- Juan Gualberto Guevara, cardinale e arcivescovo cattolico peruviano
- Gualberto Mojica, calciatore boliviano
- Gualberto Titta, scrittore e attore italiano
- Giovanni Gualberto Visdomini, religioso e santo italiano

### Variante Valperto
- Valperto, vescovo italiano, Patriarca di Aquileia
- Valperto, arcivescovo di Milano